# Медвежья (приток Туломы)
Медве́жья — река в России, протекает через Кольский район Мурманской области. Устье реки находится в 3 км по левому берегу реки Тулома. Длина реки составляет 16 км, площадь водосборного бассейна 63,2 км².

## Данные водного реестра
По данным государственного водного реестра России относится к Баренцево-Беломорскому бассейновому округу, водохозяйственный участок реки — Тулома от Верхнетуломского гидроузла и до устья. Речной бассейн реки — бассейны рек Кольского полуострова, впадает в Баренцево море.
Код объекта в государственном водном реестре — 02010000412101000001492.